# 무라카미 도모카즈
무라카미 도모카즈(일본어: 村上 朝一, 1906년 5월 25일~1987년 2월 13일)는 일본의 재판관이다.

## 생애
1906년 후쿠오카현 다가와군 소에다촌(현 소에다정)에서 태어났다. 제삼고등학교와 도쿄제국대학(현 도쿄 대학) 법학부를 졸업한 뒤 1929년 재판관이 되었다. 오사카지방재판소, 교토지방재판소, 도쿄지방재판소 등에서 재퐌관 생활을 보냈으며 1938년 사법성 민사국에서 근무했다. 1940년엔 민사국 제4과장이 되었고 1942년엔 육군사정관이 되어 네덜란드령 동인도 자와섬에 파견됐다. 이후 미군에게 패배하여 억류되었다가 귀국했다.
복원 후에 다시 사법성 민사국에서 근무하면서 「민법」 개정 작업에 관여했다. 1948년 2월엔 법무청(이후 법무성) 민사국장이 되어 1957년까지 재직했다. 1952년 4월 「평화조약 발효에 따른 조선인·대만인 등에 관한 국적 및 호적 사무의 처리에 대해」라는 통달을 내렸다. 1957년 12월 최고검찰청 검사가 되었다. 검찰도 민사 지식이 필요하단 이유로 1958년 9월 최고검찰청 공판부장이 되어 야카이 사건과 마쓰카와 사건에 관여했다.
이후 다시 재판관으로 돌아와서 1963년 8월 요코하마지방재판소장, 1965년 9월 도쿄고등재판소 판사, 1966년 7월 센다이고등재판소 장관, 1967년 7월 도쿄고등재판소 장관을 차례차례 역임했다. 1968년 11월 최고재판소 재판관이 되었고 1973년 5월에는 최고재판소 장관에 취임했다. 전임 장관 이시다 가즈토 때 최고재판소가 격동의 시기를 보냈던 것에 대해 취임식 때 "나는 사법의 위기는 없었다고 생각한다. 하지만 오해가 있다면 이를 풀기 위한 노력을 해야 한다", "(일련의 소동에 대한 최고재판소의 태도는) 공정하고 타당했다"라고 언급했다. 또한 취임 후 처음 열린 고등재판소 장관·지방재판소장 회합 때 신속한 재판과 판사보의 육성 지도를 훈시했다. 이후 장관으로 재직하면서 여론의 이해를 깊게 하기 위해 사법기자와의 간담회를 이따금씩 열었다.
1974년 5월 도쿄도 지요다구 하야부사정에 짓고 있던 현 청사가 완공됐다. 같은 해에 법무성과 판검 교류를 촉진하는 협정을 체결하여 이후 판검 교류가 늘어나는 기초가 되었다. 1976년 4월 일본 중의원 의원 총선거의 표의 격차가 너무 크다며 전후 일본에서 처음으로 선거에 관해 위헌 판결을 내렸다. 하지만 사정판결의 원리에 따라 해당 선거를 무효로 하지는 않았다. 훗날 무라카미는 "사정 판결에 「공직선거법」을 적용하기에는 용기가 필요했다"라고 밝혔다.
1976년 5월 정년 퇴직했고 1987년 2월 사망했다. 사후에 종2위에 추서됐다.

## 참고 문헌
- 野村二郎 (1986). 《最高裁全裁判官》 (일본어). 自由国民社. ISBN 9784385320403.
- 野村二郎 (2004). 《日本の裁判史を読む事典》 (일본어). 自由国民社. ISBN 9784426221126.
- 萩屋昌志 (2004). 《日本の裁判所》 (일본어). 晃洋書房. ISBN 9784771016026.
- 山本祐司 (1997). 《最高裁物語（下）》 (일본어). 講談社+α文庫. ISBN 9784062561938.

| 전임 이시다 가즈토 | 제6대 최고재판소 장관 1973년 5월 21일~1976년 5월 24일 | 후임 후지바야시 에키조 |